# Ligne de tramway 410
La ligne 410 est une ancienne ligne de tramway du réseau de Tournai de la Société nationale des chemins de fer vicinaux (SNCV) qui a fonctionné entre le 24 décembre 1903 et le 8 août 1954.

## Histoire
La ligne est mise en service en traction vapeur le 24 décembre 1903 entre le dépôt de Frasnes-lez-Anvaing et la gare d'Ath (nouvelle section, capital 95), la section Bouvignies Jonction - Ath Station-État est commune avec la nouvelle ligne 403 Ath Station-État - Œudegien,.
Elle est supprimée le 8 août 1954.

## Vestiges
- Dépôts et stations : Frasnes-lez-Anvaing, Mainvault.

## Exploitation

### Horaires
Tableaux :
- 410 en 1931[3].